# Felix Gerritzen
Felix Gerritzen (né le 6 février 1927 à Münster et mort le 3 juillet 2007) était un footballeur international allemand. Il était surnommé Fiffi.

## Biographie
Il joua en club avec le VfB Oldenburg (1938-1950) puis le Preussen Münster (1950-1958) et fut sélectionné quatre fois en équipe d'Allemagne en 1951 pour un but marqué. Il honora également 36 sélections en équipe B d'Allemagne.
Avec Preussen Münster, il participa à la finale du championnat d'Allemagne le 30 juin 1951. Münster s'inclina 2-1 contre 1.FC Kaiserslautern.